# Arizelocichla chlorigula
El bulbul cabecioscuro austral (Arizelocichla chlorigula) es una especie de ave paseriforme de la familia Pycnonotidae endémica del sur de Tanzania.

## Taxonomía
El bulbul cabecioscuro austral fue clasificado originalmente en el género Xenocichla (un sinónimo de Bleda), posteriormente se clasificó en los géneros Pycnonotus y Andropadus. También en el pasado fue considerado una subespecie del bulbul cabecioscuro septentrional. En 2010 fue reclasificado como especie separada en el género Arizelocichla.